# Флаг Зимы
Флаг городского округа Зиминское городское муниципальное образование Иркутской области Российской Федерации — опознавательно-правовой знак, служащий официальным символом муниципального образования.
Флаг утверждён 27 ноября 2008 года и внесён в Государственный геральдический регистр Российской Федерации с присвоением регистрационного номера 4681.

## Описание
«Полотнище белого цвета с отношением ширины к длине 2:3, несущее вдоль верхнего края голубую полосу в 3/10 полотнища, и воспроизводящее фигуры из герба поселения, выполненные белыми и голубыми цветами».
Геральдическое описание герба гласит: «В серебряном поле под лазоревой главой, обременённой тремя отвлечёнными елями в цвет поля — узкое кольцо со вписанной в него восьмилучевой снежинкой, всё лазоревое».

## Обоснование символики
Фигуры и цвета флага Зиминского городского муниципального образования отражают его природные и производственные особенности.
Название поселения косвенно зашифровано и в образе зимней снежинки, и в припорошённых снегом елях, и в белом цвете полотнища.
Богатство здешних мест хвойными породами деревьев, а также имеющиеся в городе лесоперерабатывающие предприятия символически отражены на флаге городского муниципального образования тремя ёлками. Ель, как одно из вечнозелёных деревьев России — символ вечности, у древних народов ель считалась символом цельности и честности.
Зиминское городское муниципальное образование известно как крупный железнодорожный узел, что на флаге отражено снежинкой стилизованной под колесо — символ железнодорожного транспорта и его производственных структур. Колесо — символ вечного, поступательного движения вперёд. Спицы колеса — аналогия солнечных лучей.
Белый цвет (серебро) — символ чистоты, ясности, открытости, божественной мудрости, примирения.
Голубая полоса символизирует многие водные источники, находящиеся на территории города. Голубой цвет (лазурь) — символ возвышенных устремлений, искренности, преданности, возрождения.